# Joan Barry
Mary Louise Baker (nascida Gribble; 24 de maio de 1920 - 1 de outubro de 2007), conhecida profissionalmente como Joan Barry, foi uma atriz americana mais conhecida por ganhar um processo de paternidade na Califórnia em 1943 contra Charlie Chaplin depois que um caso entre os dois resultou em duas gestações interrompidas e o sujeito do processo, uma menina nascida viva chamada Carol Ann. Chaplin apoiou a menina financeiramente até seu aniversário de 21 anos.